# Santiago, Jalisco
Santiago är en ort i Mexiko.   Den ligger i kommunen Tecalitlán och delstaten Jalisco, i den södra delen av landet, 400 km väster om huvudstaden Mexico City. Santiago ligger 1 085 meter över havet och antalet invånare är 146.
Terrängen runt Santiago är huvudsakligen lite kuperad. Santiago ligger nere i en dal. Runt Santiago är det ganska glesbefolkat, med 24 invånare per kvadratkilometer. Närmaste större samhälle är Tuxpan, 5,6 km nordväst om Santiago. I omgivningarna runt Santiago växer huvudsakligen savannskog.